# Gyps
Genre
Gyps est un genre d'oiseaux de la famille des Accipitridae. Du grec γύψ (gups), vautour.

## Liste d'espèces
D'après la classification de référence (version 14.1, 2024) de l'Union internationale des ornithologues, il y a 8 espèces du genre Gyps (ordre philogénique) :
- Gyps africanus Salvadori, 1865 – Vautour africain ;
- Gyps bengalensis (Gmelin, JF, 1788) – Vautour chaugoun ;
- Gyps indicus (Scopoli, 1786) – Vautour indien ;
- Gyps tenuirostris Gray, GR, 1844 – Vautour à long bec ;
- Gyps rueppelli (Brehm, AE, 1852) – Vautour de Rüppell ;
- Gyps himalayensis Hume, 1869 – Vautour de l'Himalaya ;
- Gyps fulvus (Hablizl, 1783) – Vautour fauve ;
- Gyps coprotheres (Forster, JR, 1798) – Vautour chassefiente.

L'espèce Gyps indicus a été séparée en deux espèces Gyps indicus et Gyps tenuirostris d'après Rasmussen et Parry (2001).